# Lijst van county's in Rhode Island
De Amerikaanse staat Rhode Island is onderverdeeld in vijf county's. De county's in Rhode Island hebben geen eigen bestuur.

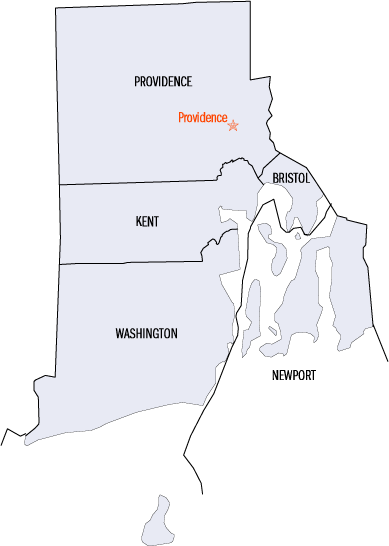
County's van Rhode Island

| County      | Inwoners 1 juli 2007 | Hoofdplaats    | Inwoners 1 juli 2007 |
| ----------- | -------------------- | -------------- | -------------------- |
| Bristol     | 50.079               | Bristol        | 22.184               |
| Kent        | 168.639              | East Greenwich | 13.349               |
| Newport     | 82.777               | Newport        | 25.359               |
| Providence  | 629.435              | Providence     | 172.459              |
| Washington¹ | 126.902              | West Kingston  |                      |

¹ ook wel South County genoemd.
Alabama · Alaska · Arizona · Arkansas · Californië · Colorado · Connecticut · Delaware · Florida · Georgia · Hawaï · Idaho · Illinois · Indiana · Iowa · Kansas · Kentucky · Louisiana · Maine · Maryland · Massachusetts · Michigan · Minnesota · Mississippi · Missouri · Montana · Nebraska · Nevada · New Hampshire · New Jersey · New Mexico · New York · North Carolina · North Dakota · Ohio · Oklahoma · Oregon · Pennsylvania · Rhode Island · South Carolina · South Dakota · Tennessee · Texas · Utah · Vermont · Virginia · Washington · West Virginia · Wisconsin · Wyoming